# Mimomyia
Mimomyia este un gen de țânțari din familia Culicidae.

## Specii[1]
- Mimomyia aurata
- Mimomyia aurea
- Mimomyia bernardi
- Mimomyia beytouti
- Mimomyia bougainvillensis
- Mimomyia brygooi
- Mimomyia chamberlaini
- Mimomyia clavipalpus
- Mimomyia collessi
- Mimomyia deguzmanae
- Mimomyia elegans
- Mimomyia femorata
- Mimomyia flavens
- Mimomyia flavopicta
- Mimomyia fusca
- Mimomyia grjebinei
- Mimomyia gurneyi
- Mimomyia hispida
- Mimomyia hybrida
- Mimomyia intermedia
- Mimomyia jeansottei
- Mimomyia kiriromi
- Mimomyia lacustris
- Mimomyia levicastilloi
- Mimomyia longicornis
- Mimomyia luzonensis
- Mimomyia marksae
- Mimomyia martinei
- Mimomyia mattinglyi
- Mimomyia mediolineata
- Mimomyia milloti
- Mimomyia mimomyiaformis
- Mimomyia modesta
- Mimomyia mogii
- Mimomyia pallida
- Mimomyia parenti
- Mimomyia perplexens
- Mimomyia plumosa
- Mimomyia ramalai
- Mimomyia roubaudi
- Mimomyia solomonis
- Mimomyia spinosa
- Mimomyia splendens
- Mimomyia stellata
- Mimomyia vansomerenae
- Mimomyia xanthozona